# Ali Tabatabaee
Ali Tabatabaee, född Ali Tabatabaeepour 27 februari 1973 i Teheran, Iran, är en av sångarna i Zebrahead (rapparen). Tabatabee flyttade till USA då han var 6 år gammal. Han gick på highschool i La Habra, Kalifornien där han träffade de andra medlemmarna i Zebrahead. Några av hans favoritband är A Tribe Called Quest, System of a Down och N.W.A.
Under "Warped Tour" med Zebrahead 1999, diagnostiserades Tabatabaee med Hodgkins lymfom, en typ av cancer i lymfsystemet, som han fick kemoterapi och strålterapi för for att bota. Samtidigt som han blev behandlad, fortsatte han tillsammans med sina bandkamrater att skriva låtar till Zebraheads nya album, Playmate of the Year, och några månader före albumets släpp avslutade han sin behandling.
Tack vare Zebraheads popularitet i Japan fick Ali Tabatabaee och Zebrahead bandkamraten Matty Lewis i uppdrag av SEGA att göra en signaturmelodi, "His World", till det senaste Sonic The Hedgehogspelet för Xbox 360 och PlayStation 3. Tabatabaee är med på Reel Big Fish-DVD'n You're All In This Together i låten "Unity".